# Ivan Smiljanić
Ivan Smiljanić (in serbo Иван Смиљанић?; Belgrado, 4 aprile 1989) è un cestista serbo.

## Carriera
Con la Serbia universitaria ha disputato le Universiadi di Kazan' 2013.

## Palmarès
- Coppa di Serbia: 1

Stella Rossa Belgrado: 2013